# Johan de Witt
Johan de Witt (Dordrecht, 24 de septiembre de 1625-La Haya, 20 de agosto de 1672) fue un político neerlandés de mediados del siglo XVII. Controló las finanzas y la política de las Provincias Unidas, en colaboración estrecha con Cornelis de Graeff.

## Biografía

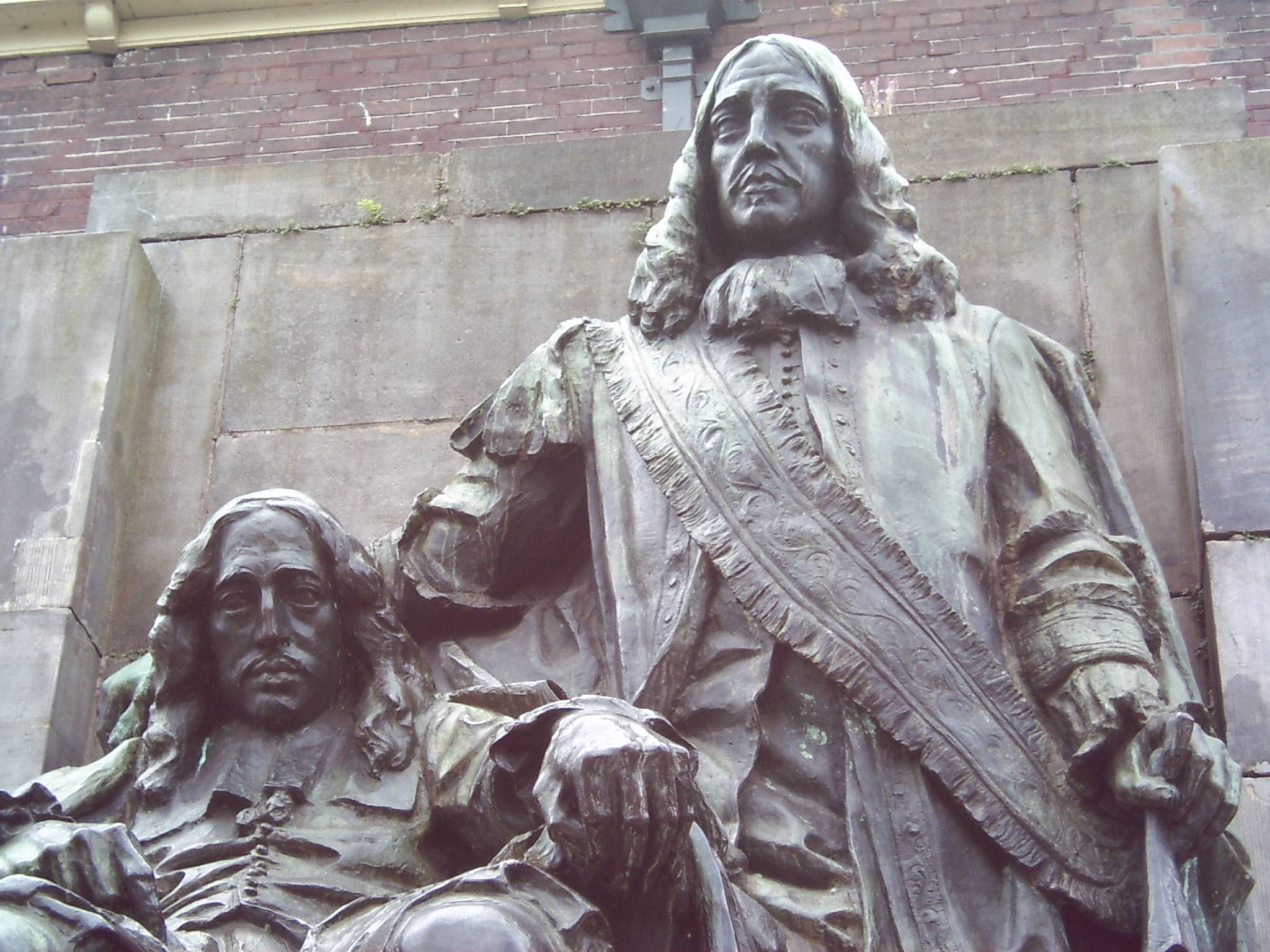
Estatua de Johan y Cornelio de Witt en Dordrecht.

### Inicios
Johan de Witt nació el 24 de septiembre de 1625 en la ciudad de Dordrecht en los Países Bajos. Su padre fue el burgomaestre Jacob de Witt y su madre, Anna van den Corput. Johan de Witt tuvo dos hermanas y un hermano, conocido como Cornelio de Witt. Creció en un ambiente privilegiado en términos de educación, debido a que su padre era allegado a importantes eruditos y científicos, como Issac Beekman, Jacob Cats, Gerhard Vossius y Andreas Colvius. Jacob de Witt siempre valoró el estoicismo.
Johan y Cornelio asistieron a una escuela de latinidad en Dordrecht, que influenció a ambos hermanos con los valores de la República romana. Johan demostró en esta época ser un estudiante altamente talentoso y se le premió permitiéndole hacer el rol de Julio César en una obra dramática de su escuela.

### Carrera
Estudió en la Universidad de Leiden, donde sobresalió en matemáticas y derecho. Obtuvo el doctorado de la Universidad de Angers en 1645. Ejerció la abogacía en La Haya como asociado de la firma Frans van Schooten.
En 1650 fue nombrado jefe de la delegación de Dordrecht a los Estados de Holanda, el mismo año en el que murió el estatúder Guillermo II de Orange-Nassau. Con el consentimiento expreso de su tío Cornelis de Graeff, De Witt se convirtió, como raadpensionaris (gran pensionario), en el líder de facto del cuerpo gobernante en 1653. Al controlar Holanda, la provincia más poderosa, gobernó la República de las Provincias Unidas como un todo. Aplicó sus conocimientos de matemáticas para resolver los problemas financieros y presupuestarios de la República.

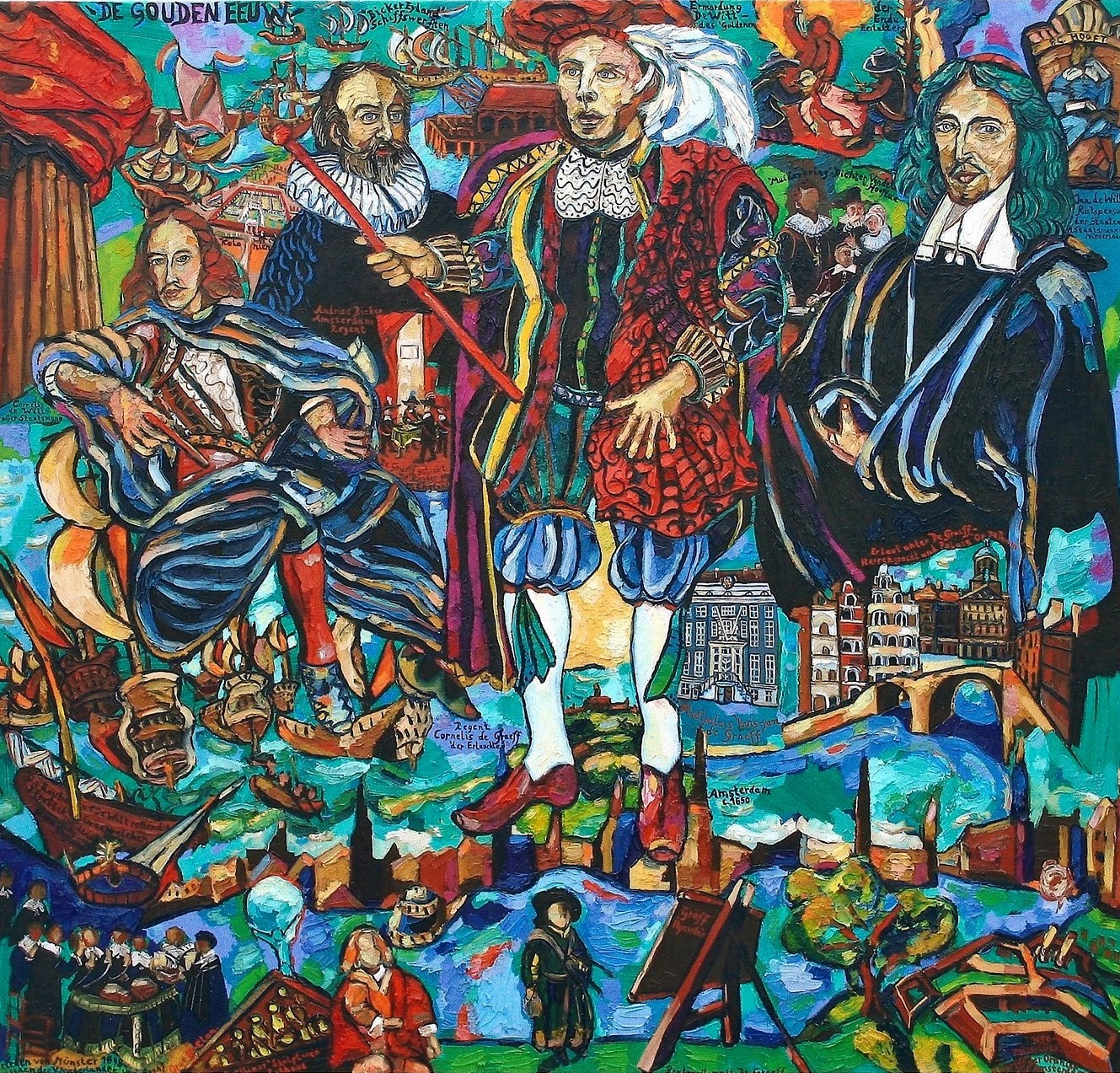
Pintura histórica "De Gouden eeuw" sobre la familia De Graeff en el Siglo de Oro neerlandês. Los protagonistas se muestran en torno a Cornelis de Graeff (centro) y sus familiares Johan de Witt (derecha), Cornelis de Witt (Izquierda) y Andries Bicker (segundo desde la izquierda), así como algunos acontecimientos notables de esa época. (pintura de Matthias Laurenz Gräff, 2007)

Johan de Witt, con el apoyo de De Graeff, acordó la paz con Inglaterra tras la Primera Guerra Anglo-Holandesa por el Tratado de Westminster en 1654. El tratado de paz tenía un anexo secreto, el Acta de Reclusión, que prohibía que el hijo de Guillermo II de Orange-Nassau fuera nombrado nuevo estatúder. Ese anexo fue agregado por instigación de Oliver Cromwell, quien pensaba que un pariente del ejecutado Carlos I de Inglaterra (Guillermo III era nieto de Carlos I) gobernando Holanda era contrario a los intereses de Inglaterra. De Witt hizo todo lo posible para prevenir que cualquier miembro de la Casa de Orange obtuviera el poder, convenciendo a muchas provincias de que abolieran completamente el estatuderato. Reforzó su política apoyando públicamente la teoría del republicanismo. Se sabe que contribuyó personalmente con el libro republicano radical El interés de Holanda publicado en 1662 por su seguidor Pieter de la Court.
Johan de Witt apoyaba su poder en la rica clase comerciante. La gente que le apoyaba era llamada «la facción del Estado», en oposición a «la facción de Orange», que era popular dentro de la clase de los artesanos. Este antagonismo era análogo al semejante al que provocaba la división entre los calvinistas moderados y los más rígidos. En el período posterior al Tratado de Westminster, la República aumentó su poder e influencia bajo el mandato de De Witt. De Witt creó una fuerte armada, nombrando a su amigo político, el teniente almirante Jacob van Wassenaer Obdam, como comandante supremo de la flota confederada. Más tarde, De Witt se convirtió en amigo personal del teniente almirante Michiel de Ruyter. La Segunda Guerra Anglo-Holandesa estalló en 1665 y duró hasta 1667 con la firma del Tratado de Breda, en el que De Witt negoció acuerdos muy favorables a la república tras la destrucción parcial de la flota británica en el ataque de Medway, concebido por el propio De Witt. En ese momento la República era una de las grandes potencias, dominando el mercado mundial y siendo de ese modo la nación más rica del mundo.

#### Decreto Eterno
En 1667, cuando Guillermo III de Orange-Nassau se acercaba a la edad de 18 años, el partido pro-Orange trató de devolver el poder al príncipe, asegurando para él los cargos de estatúder y de capitán general. Para evitar la restauración de la influencia de la Casa de Orange, De Witt, Andries de Graeff, Gaspar Fagel y Gillis Valckenier procuraron la promulgación del Decreto Eterno (o Edicto Perpetuo), que proscribía que el capitán general o almirante general de los Países Bajos pudiera servir como estatúder en ninguna provincia. Además, la provincia de Holanda suprimiría el cargo de estatúder (otras provincias siguieron su ejemplo).

### Asesinato

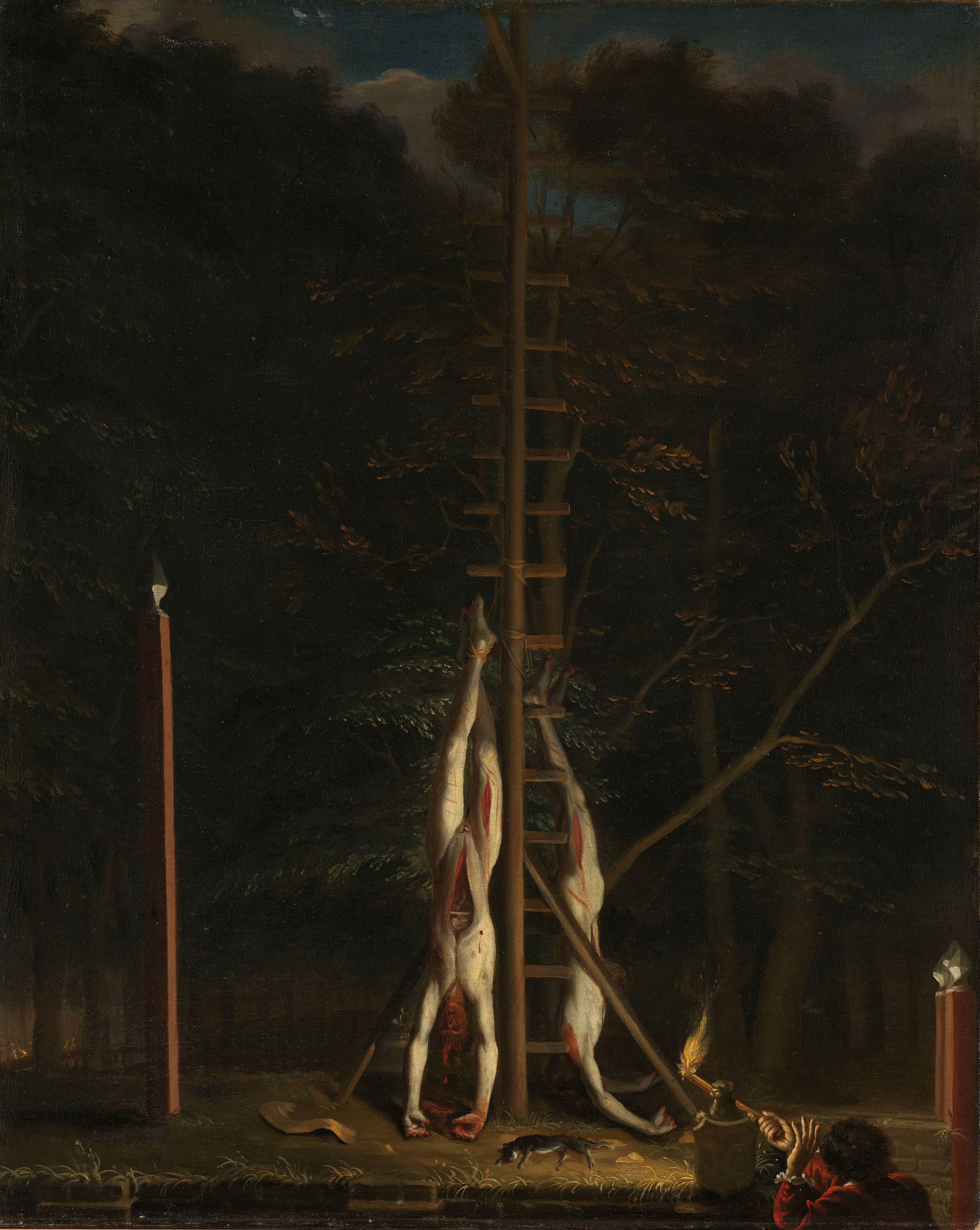
Los cuerpos de los hermanos De Witt, por Jan de Baen.

Su política profrancesa resultó ser su perdición. En el rampjaar  (año catastrófico) neerlandés de 1672, cuando Francia e Inglaterra atacaron a la República durante la guerra franco-holandesa (o tercera guerra anglo-neerlandesa), los orangistas tomaron el poder por la fuerza y lo expulsaron. Mientras se recuperaba de un anterior atentado contra su vida, en junio de ese año, fue linchado por un grupo de asesinos cuidadosamente organizado cuando se dirigía a visitar a su hermano Cornelio de Witt en prisión. Llevado hacia esta trampa por una carta falsificada, víctima de una conspiración de los orangistas Johan Kievit y Cornelis Tromp, fue asesinado de un tiro en el cuello; su cuerpo desnudo fue colgado y mutilado y le trincharon el corazón para exhibirlo. A su hermano le dispararon, lo apuñalaron, lo destriparon vivo, lo colgaron desnudo y se lo comieron parcialmente. Dirck Verhoeff exhibió durante años el corazón de los dos hermanos. Actualmente, la mayoría de los historiadores afirman que su adversario y sucesor como jefe del gobierno, Guillermo III, estuvo involucrado y que como mínimo protegió y recompensó a los asesinos. El filósofo Baruch Spinoza, que era su amigo, quedó desolado e intentó poner una placa en el lugar del crimen con el título de Ultimi barbarorum (El colmo de la barbarie) para condenar el hecho, pero su hospedero le impidió salir alegando que lo descuartizarían también a él.
Tras el fallecimiento de De Witt en el rampjaar de 1672, su primo y asesor Pieter de Graeff fue el tutor de sus cinco hijos.

## Matemático
Además de estadista, Johan de Witt fue un consumado matemático. Entre 1649 y 1659 escribió los Elementa curvarum linearum, publicados como apéndice de la edición latina de la Géométrie de René Descartes, a cargo de Frans van Schooten, profesor de matemáticas de la universidad de Leiden.
En 1671 salió publicada su obra Waardije van Lyf-renten naer Proportie van Los-renten (El valor de las rentas vitalicias comparadas con los bonos de rescate). Este libro combinaba los intereses del estadista y del matemático. Desde la Edad Media la renta vitalicia era una manera de proporcionar a alguien un ingreso regular de una fuente fiable. El Estado, por ejemplo, podía abonarle a una viuda un ingreso regular vitalicio a cambio de una cantidad fija de dinero por adelantado. También había bonos de rescate que eran como un préstamo estatal regular. De Witt demostró —usando la probabilidad matemática— que para una misma suma de dinero un bono de 4 % daría el mismo beneficio que una renta vitalicia del 6 % (1/17). Pero el Staten en ese momento pagaba más del 7 % (1/14). La publicación sobre rentas vitalicias se considera la primera aproximación matemática estadística al azar y la probabilidad.
La disminución de los ingresos de las viudas contribuyó sin duda a la «mala prensa» de los hermanos De Witt. De forma significativa, después de la violenta muerte de los hermanos, el Staten estableció nuevas rentas vitalicias en 1673 con la antigua tasa de 1/14.
Además, en Elementa curvarum linearum, De Witt descubrió las principales propiedades de las formas cuadráticas, un importante paso en el campo del álgebra lineal.

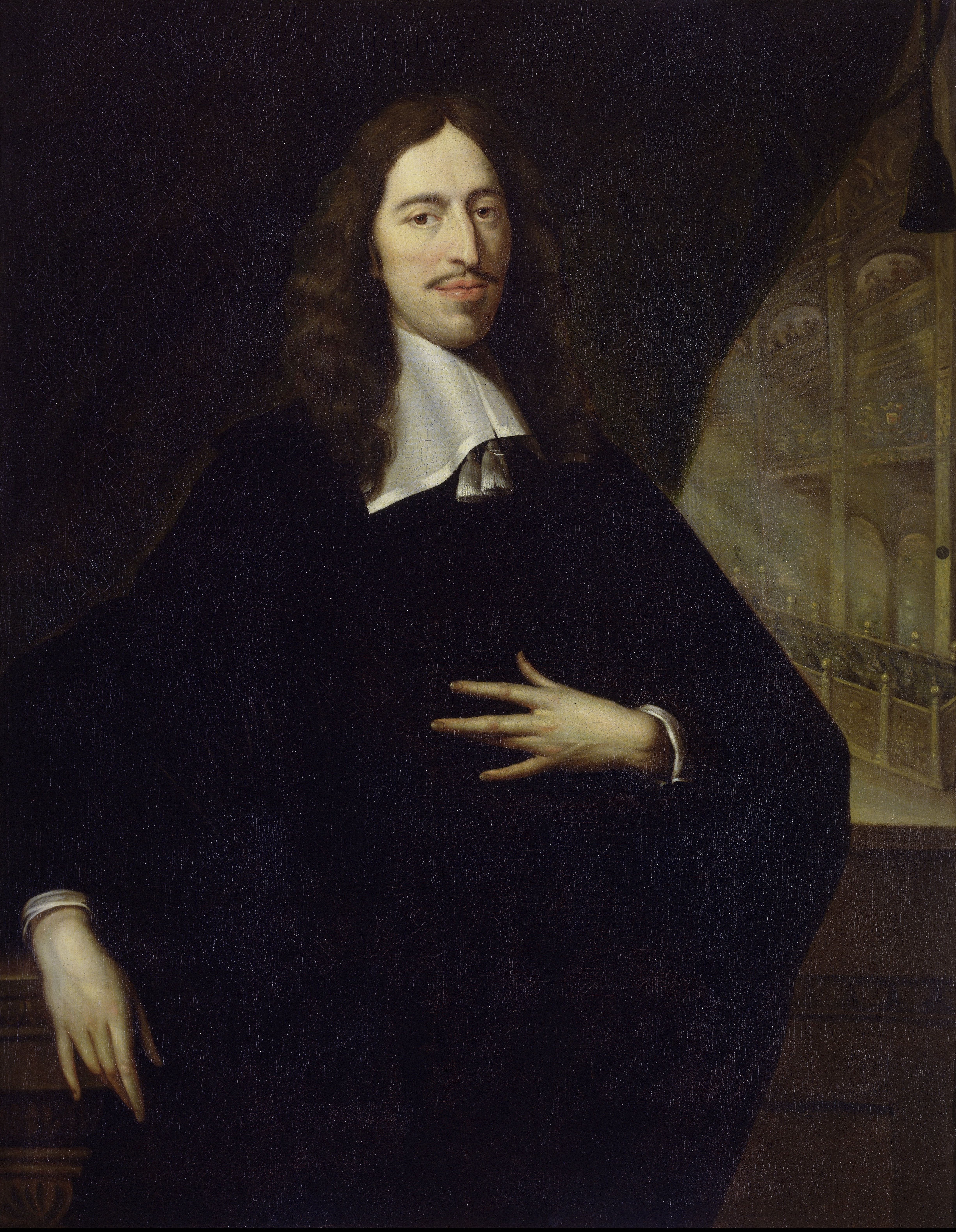
Johan de Witt, copia de Jan de Baen.

## Posteridad
El linchamiento de los hermanos De Witt fue descrito con una intensidad dramática en los primeros capítulos de El tulipán negro, una novela de ficción histórica escrita por Alejandro Dumas en 1850, en la que este suceso tiene implicaciones importantes en toda la línea argumentativa del libro. 
El libro de Dumas ayudó a que esta tragedia fuese conocida entre los lectores franceses (y los lectores de otros países a cuyos idiomas se tradujo el libro) que, de otra manera, ignorarían la historia holandesa.

## Restos mortales
Algunas partes de los cuerpos de los hermanos De Witt, así como las puertas de la prisión de Gevangenpoort donde fueron asesinados, se conservan en el Museo Histórico de La Haya.
| Predecesor: Adriaan Pauw | Gran pensionario de Holanda 1653-1672 | Sucesor: Gaspar Fagel |